# Doha-Runde
Als Doha-Runde oder auch Doha-Entwicklungsagenda (englisch Doha Development Agenda, DDA) wird ein Paket von Aufträgen bezeichnet, die die Wirtschafts- und Handelsminister der WTO-Mitgliedstaaten 2001 auf ihrer vierten Konferenz in Doha bearbeiten und bis 2005 abschließen sollten. Das Arbeitsprogramm umfasste sowohl formelle Verhandlungen wie auch Aufträge zur Analyse spezieller Einzelthemen.
Zu einem Verhandlungsabschluss kam es aber aufgrund unterschiedlicher Ansichten der WTO-Mitglieder bisher nicht. Nachdem die Ministerkonferenz in Cancún 2003 keine Annäherung gebracht hatte, wurden die Verhandlungen unterbrochen und zunächst im Juli 2004 wieder aufgenommen. Ende Juli 2006 wurden die Verhandlungen auf Vorschlag von WTO-Generaldirektor Pascal Lamy suspendiert, da sich die Verhandlungspartner nicht über die Liberalisierung des Agrarhandels verständigen konnten. Die im Februar 2007 erneut aufgenommenen Verhandlungen scheiterten. Auch der vierte Anlauf im Juli 2008 scheiterte nach einer Einigung in 18 von 20 Verhandlungspunkten an unvereinbaren Positionen bei einem verbleibenden Punkt der Agrarpolitik.
Weltweit bedauerten Regierungs- und Wirtschaftsvertreter das Scheitern der Verhandlungen. Die WTO-Staaten hatten sich von einer Einigung in dieser Welthandelsrunde ein um bis zu 100 Milliarden US-Dollar höheres Welthandelsvolumen versprochen, von denen größtenteils die Entwicklungsländer profitieren würden.
Angesichts der weltweiten Finanzkrise wurde vom Weltfinanzgipfel im November 2008 in Washington die beschleunigte Wiederaufnahme der Welthandelsgespräche beschlossen. Dies wurde vom kurz darauf stattfindenden APEC-Gipfel unterstützt.
2016 galt der Versuch als gescheitert.

## Zentrale Verhandlungsprobleme
Als Ziel der Doha-Runde wurde ausgegeben, Probleme der Entwicklungsländer zu berücksichtigen, die (Stand: 2001) 29 % des Welt-Exports leisteten.
Insbesondere stehen folgende Themenbereiche auf der Agenda:
Im Agrarsektor fordern die Entwicklungsländer einen besseren Marktzugang für ihre Produkte in den Industrieländern durch den Abbau von Importquoten und Zöllen sowie die Reduzierung der Subventionen im Agrarsektor der Industriestaaten.
Auch verschiedene Fragen des geistigen Eigentums sollen neu verhandelt werden. Insbesondere bei Medikamenten ist das Patentrecht sehr umstritten: Während die Befürworter seine Anreizfunktion für die Forschung und Entwicklung unterstreichen, legen die Kritiker das Augenmerk auf die für Entwicklungsländer oft prohibitiv hohen Preise der Medikamente. Die Industrieländer, insbesondere die USA, fordern daher eine eng begrenzte Patentschutzöffnung, während einige Entwicklungsländer notwendige Medikamente auch ohne Beachtung des Patentschutzes herstellen und vertreiben wollen. Außerdem versuchen sie, die Patentierung von traditionellem Wissen ihrer Bevölkerung durch Konzerne der Industriestaaten zu verhindern.
Verschiedene Sonderregelungen für Entwicklungsländer werden diskutiert: Neue Verpflichtungen sollen erst dann gültig werden, wenn die alten erfüllt sind. Sonderregelungen zur Schritt-für-Schritt-Integration schwächerer Staaten sollen geschaffen werden. Folgende Bereiche sind weiterhin Problemfälle:
- Agreement on Textiles and Clothing (ATC)
- Standardisierung
- TRIPS (geistiges Eigentum)
- Zollwertbestimmung

## Institutionelle Anforderungen
Problematisch ist, dass es nur wenige aktive Mitglieder gibt: So ist einerseits die Quad-Gruppe (USA, EU, Japan, Kanada) beteiligt. Neben diesen Industrieländern sind lediglich etwa 30 Staaten beteiligt, unter anderem die Schwellenländer Mexiko, Brasilien, Argentinien, Südafrika, Ägypten, Indien, Südkorea, Philippinen, Thailand.
Die Mehrheit der Mitglieder kann aufgrund von Finanz- und Kapazitätsproblemen an der Arbeit nicht teilnehmen.
Da die Unterstützung dieser Mitglieder nötig ist, wurde von der WTO der Global Trust Fund eingerichtet. Dieser Fonds soll Entwicklungsländern technische Hilfe anbieten, damit diese aktiv am Welthandel teilnehmen können. Bei der Doha-Runde wurde die Doha Development Agenda aufgestellt. Durch sie sollen bis zum Januar 2005 unter anderem Bereiche wie Landwirtschaft, Dienstleistungen und Marktzugang zugunsten der Entwicklungsländer liberalisiert werden.

## Volksrepublik China
Dem ehemaligen chinesischen Handelsminister Bo Xilai zufolge sollte die Doha-Runde gestärkt werden, da China die Entwicklungsländer aktiv unterstützen werde. Die Aufgaben der Doha-Runde sahen eine Vorleistung der Volksrepublik China vor. Dazu gehören eine Import-Zollsenkung von 50 % (1990) auf 15,3 % (2001), Beseitigung von Exporthindernissen und enorme Kapitalinvestitionen.
Die Vorteile für den Welthandel liegen im geringen Lohnkosten-Niveau und gleichzeitigem breiten Sortiment know-how-intensiver Güter (Lizenznahme).
China gilt damit als Beispiel für die Vorteile der WTO im Gegensatz zu bilateralen Verträgen.

## Reform der WTO
Reformen sind notwendig, da sonst Regionalismus und Bilateralismus gestärkt werden. Ziel der Reformen ist daher die Stärkung der Autorität internationaler Regeln (Prinzipien, Abkommen). Das Spezialproblem liegt dabei in der Streitschlichtung.
Die Initiative kommt von den Mitgliedern, allerdings ist die Abwicklung kompliziert. Viele Mitglieder benötigen Unterstützung, da es ihnen an Experten und Geld mangelt.
1948 wurde das General agreement on tariffs and trade (GATT) aus der Taufe gehoben (ein Überbleibsel der eigentlich geplanten International Trade Organisation (ITO)). Übrig blieb ein Wirtschaftsabkommen, das nie eine Institution wurde, weil die USA sich weigerten den Vertrag für die ITO zu ratifizieren.
Einzig das GATT trat 1948 mit dem Ziel in Kraft, den Freihandel weltweit zu etablieren. Damals aber nur im Bereich des Warenhandels (mit Ausnahme textiler Waren).
Da nach 1948 verschiedene andere wichtige Handelssektoren auf den Weltmarkt drängten, musste das GATT nach dem Willen seiner Mitglieder reformiert werden.
Die Uruguay-Runde (1986–94) war die letzte GATT-Runde, die gleichzeitig das Zeitalter der World Trade Organization (WTO) einläutete. Jetzt erst wurde eine Organisation daraus. Die WTO verfügt über einen Ministerrat, einen Allgemeinen Rat und dazu gehörig verschiedene Gremien, Ausschüsse, Räte etc., ein ständiges Sekretariat in Genf und vor allem über eine Schiedsstelle, bei der Beschwerden und Klagen von Mitgliedsländern verhandelt werden, die sich durch unerlaubte Handelshemmnisse anderer Mitgliedsländer schwerwiegend benachteiligt sehen.
Industrieländer verfügen über starke Lobbygruppen und ausreichend Finanzmittel, um das umfangreiche und sich ständig verändernde Regelwerk der WTO an den interessanten Stellen ausreichend zu beherrschen. Wirtschaftlich schwache Länder verfügen häufig gar nicht über die notwendigen Ressourcen, um ausreichend mit dem Regelwerk der WTO auf der Klageebene zu arbeiten. Zudem ist es wie im Kleinen: Man muss sich den Klageweg auch leisten können. Industrieländer haben das Potenzial Klagewege auszusitzen und darüber hinaus auch gezielt Strafen in Kauf zu nehmen, weil der Profit mit der Überschreitung bestimmter Handelsregeln die Strafzölle beispielsweise eventuell um ein Vielfaches übersteigt.

## Bilateralität
Es wird angenommen, dass bald 50 % des Warenhandels nach regionalen Abkommen ausgetauscht werden. Dabei weitet sich besonders der Trend zu bilateralen (zweiseitigen) Verträgen aus. Aktiv sind vor allem die USA, Südkorea, Australien, Japan und die EU.
Die Nachteile für die WTO sind deutlich: So sind Regelungen möglich, für die es in der WTO keine Mehrheit gibt (zum Beispiel Chile). Es werden vorrangig die Bedingungen starker Partner durchgesetzt. Das Personal in Entwicklungsländern wird eher für Verträge als für die WTO eingesetzt. Beim Zoll kann es zu Kostenerhöhungen kommen. Der Grund ist, dass der Ursprung von Waren zur Zollsenkung laut Handelsvertrag festgestellt werden muss.

## Kooperation
Ziele zur Erweiterung der Kooperation sind unter anderem ein Fortschritt bei umstrittenen Themen. So sind beispielsweise die Singapur-Themen, welche eine immense Ausweitung der Zuständigkeit der WTO auf die Bereiche Investitionen, Wettbewerbspolitik, öffentliche Beschaffung und Handelserleichterungen bedeuten würden, am Scheitern der Cancún-Konferenz beteiligt.
Weitere Ziele sind Einigungen beim Investitionsschutz im Ausland, zu Fragen des geistigen Eigentums, zum öffentlichen Beschaffungswesen. Außerdem sollten die Entwicklungsländer in die Abläufe von Entscheidungen stärker einbezogen werden.

## Nutzen
Das Kosten-Nutzen-Verhältnis der angestrebten Vereinbarungen wurde im Copenhagen Consensus, einer alle 4 Jahre stattfindenden Konferenz von führenden Ökonomen, zuletzt im Jahr 2008 bewertet und kam im Vergleich mit anderen Lösungen globaler Probleme auf den zweiten Platz (von 30). Nach einer Studie von 2011 könnte durch das Abkommen ein zusätzliches Handelsvolumen von 360 Milliarden Dollar pro Jahr entstehen.

## Aktueller Stand
| Nr | Ort      | Zeit                 |
| -- | -------- | -------------------- |
| 1  | Singapur | 9.–13. Dez. 1996     |
| 2  | Genf     | 18. und 20. Mai 1998 |
| 3  | Seattle  | 30. Nov.–3. Dez 1999 |
| 4  | Doha     | 9.–14. Nov. 2001     |
| 5  | Cancún   | 10.–14. Sept. 2003   |
| 6  | Hongkong | 13.–18. Dez. 2005    |

Nach der Ministerkonferenz in Cancún (September 2003) wurde die Doha-Runde unterbrochen. Im Juli 2004 wurden die Verhandlungen in Genf wieder aufgenommen. Es folgte vom 13. bis 18. Dezember 2005 die Ministerkonferenz in Hongkong. In den Nachverhandlungen der Ministerkonferenz kam es zu einer Verhandlungsblockade und deshalb empfahl der WTO-Generaldirektor Pascal Lamy im Juli 2006 die Verhandlungen bis auf weiteres auszusetzen.
Im Februar 2007 wurden die Verhandlungen erneut aufgenommen. Zum besonders umstrittenen Agrarhandel hat der Vorsitzende der Agrar-Verhandlungsgruppe im April 2007 ein neues Diskussionspapier vorgelegt. Die Handelsminister der wichtigsten Verhandlungspartner, die so genannten G6 (EU, USA, Brasilien, Indien, Japan, Australien), verständigten sich am 12. April 2007 in Neu-Delhi auf das gemeinsame Ziel, die Doha-Runde nun bis Ende 2007 zum Abschluss zu bringen.
Da dies nicht geschehen war, wurde für den Juli 2008 ein weiteres Treffen in Genf vereinbart. Mit diesem Treffen sollte die Handelsrunde wiederbelebt und zu einem möglichen Ergebnis gebracht werden. Hauptziel war laut WTO-Generaldirektor Pascal Lamy, eine Senkung der Zölle und Agrarsubventionen zu erreichen. Der EU-Handelskommissar Peter Mandelson forderte nach Medienberichten dagegen auch eine Marktöffnung der Schwellenländer für Industriegüter. Nach neun Tagen wurden am 29. Juli 2008 die Gespräche in Genf ergebnislos abgebrochen.
Bis heute (Stand: Juni 2016) wurde kein Abschluss der Verhandlungen erreicht, da der Grundkonflikt nicht gelöst werden konnte: „Die USA bestehen weiterhin auf deutlich verbessertem Marktzugang in Brasilien, China und Indien im Agrar- und Industriegüterbereich über das bereits 2008 vereinbarte Maß hinaus; die Schwellenländer wiederum sind ohne zusätzliche substantielle Gegenleistungen der USA nicht zu weiteren Zugeständnissen bereit.“ Im Mai 2012 berichtete WTO-Generaldirektor Pascal Lamy dem Allgemeinen Rat der WTO, dass der Doha-Prozess fortgesetzt werden soll.
Nachdem die WTO-Ministerkonferenz 2013 und 2015 keine Einigung bei der Doha-Frage gebracht haben, streben die entwickelten Staaten an, die Doha-Runde abzubrechen, damit die WTO sich aktuellen Klima- und Rohstoff-Themen zuwenden kann.